# Королівське африканське стрілецтво
Королівські африканські стрільці (англ. King's African Rifles), скорочене КАР (KAR) — багатобатальйонний колоніальний полк британської армії, який ніс військову службу на терені британський володінь у Східній Африці з 1902 до початку 1960-х років, коли британські колонії проголосили свою незалежність. Полк займався забезпеченням внутрішньої безпеки на терени колоній та воював в «гарячих» точках за межами колоній у роки обох світових воєн. Рядовими були переважно місцеві жителі, офіцерами були в більшості випадків британці, хоча ближче до кінцю колоніального правління значущу частину офіцерів становили місцеві.

## Освіта

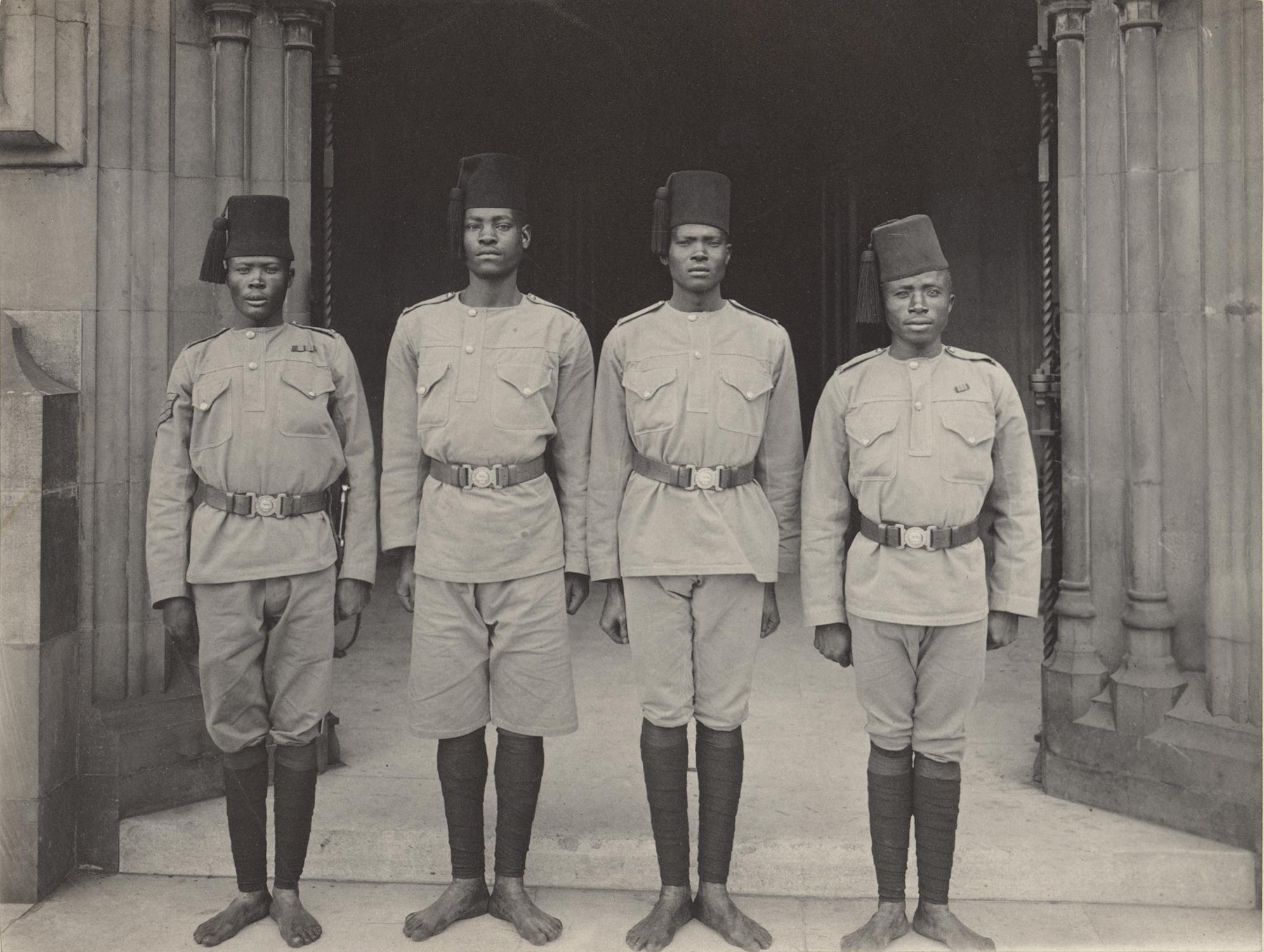
Чотири королівських африканських стрільця на коронації Эдуарда VII #і Олександри Данської (англ.) у 1902 році, фото зроблене Джоном Бенджаміном Стоуном

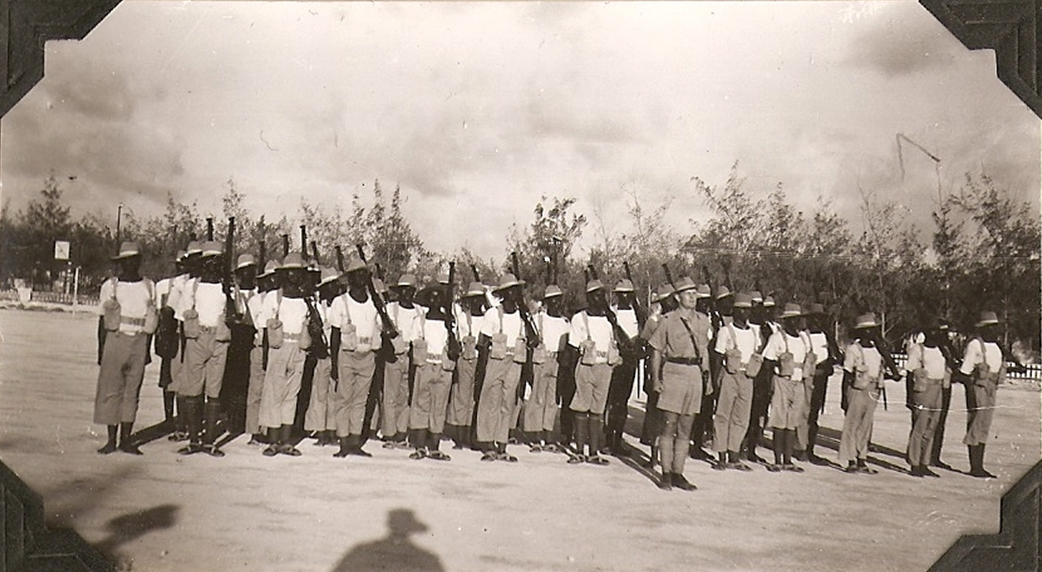

У 1902 році після об'єднання Центральноафриканського полку, Східноафриканского стрілецького полку та Угандського стрілецького полку були створені шість нових батальйонів, розміщених в Ньясаленді, Кенії, Уганді та Британському Сомаліленді.
- 1-й ньясалендський батальйон (1902—1964): вісім рот. Також відомий як 1-й центральноафриканський батальйон.
- 2-й ньясалендський батальйон (1902—1963): шість рот. Також відомий як 2-й центральноафриканський батальйон.
- 3-й кенійський батальйон (1902—1963): 7 піхотних рот, одна верблюдна. Наступник Східноафриканського стрілецького полку.
- 4-й угандський батальйон (1902—1962): 9 рот. Наступник африканських рот Угандського стрілецького полку.
- 5-й угандський батальйон (1902—1964): утворений раніше за інших. котрий був індійським контингентом Угандського стрілецького полку.
- 6-й батальйон Британського Сомаліленду (1902—1910: створений з трьох стрілецьких рот, верблюжого корпусу, і частини піхоти Британського Сомаліленда.

Регулярного штабу не було, звітував про діяльність генеральний інспектор особисто Форин-офісу. У 1910 році 5-й #і 6-й батальйони з метою економії коштів були розформовані.

## Військова служба
Під час Другої світової війни африканські стрільці брали участь у Східноафриканскій кампанії, боях на Мадагаскарі проти військ вишистської Франції, а також у Бірманскій кампанії проти японців.

## Уніформа
Аж до самої незалежності британських колоній парадна уніформа стрільців шилась із тику і була кольору хакі, головними уборами були високі фески, а також носились камербанди. Фески і камербанди були червоного кольору, хоча у батальйонів Ньясаленду були чорні фески.
До 1914 року польовою формою були темно--синя гімнастерка і темно--сині онучі, а також шорти кольору хакі і феска з накидкою кольору хакі. Аскарі носили сандалі або воювали босяком, оскільки деякі африканські рекруті взуття не носили від народження, або просто не любили тяжкі військові чоботи. На фесках і нашивках зображувались арабські і римські цифри у залежності від номера батальйона. У Першу світову війну замість темно--синьої форми всі солдати носили форму кольору хакі і шляпу-таблетку для маскування. Надалі замість кольору хакі носилась гімнастерка з ангорскої вовни сивого кольору Офіцери носили спеціальну широкополу шляпу (.) з кольоровим плюмажем.

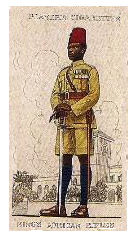
Уорент-офіцер Королівських африканських стрільців на ігровій карті, випущеній виробником сигарет John Player & Sons (.) (1938 рік)

## Відомі солдати і офіцери полку
- Йди Амін — починав кар'єру у 1946 рокові помічником кухара, дослужився до звання лейтенанта
- Фредді де Гвінганд — капітан, служив у 1926—1931 роках
- Роальд Даль — згадки про службу відображені у романі «Польоти в одиночку»
- Джордж Джиффард  — командир колонії двох батальйонів полку африканських стрільців
- Варухиу Ітоте  — капрал, був звільнений з полку; пізніше командував повстанням Мау-Мау
- Найджел Лікі  — сержант 1/6-го батальйона, загинув 19 травня 1941 року у боях з італійцями у Коліто (Ефіопія), посмертно нагороджений Хрестом Вікторії
- Річард Майнерцхаген — придушував повстання нанди у Кенії у 1905 році, дослужився до звання капітана у полку
- Пі-Джей Маршалл  — служив у 7-ма батальйоні
- Колін Мітчелл  — мав звання майора; був відомий на прізвисько «Скажений Мітч»; саме він надихнув Йді Аміна на прийняття титулу «Останній король Шотландії»
- Джон Наннелі  — офіцер розвідки, служив у Танзанії і Сомаліленді; пізніше воював в Бірмі
- Хуссейн Оньянго Обама (Hussein Onyango Obama[en]) — дід президента США Барака Обами по батьківській лінії, учасник Першої світової війни у складі полку[2]
- Эрік Вілсон — у 1941 році у Британськім Сомаліленді у складі полку бився проти італійців, був поранений в око; нагороджений Хрестом Вікторії
- Генрі Олександр Уокер — капітан 1-го батальйону полку
- Трэйсі Філіппс  — учасник битви поблизу Танге у складі полку, кавалер Військового хреста
- Роберт Фрейзер  — служив в 1950-і роки
- Девід Гордон Хайнс  — командир загону з 20 бронеавтомобілів 1/6-го батальйона